# 藤島部屋 (1982-1993)
藤島部屋（ふじしまべや）とは、かつて日本相撲協会に所属していた二所ノ関一門の相撲部屋。

## 歴史
1981年1月場所限りで現役を引退して、以降は二子山部屋（二所ノ関一門・阿佐ヶ谷系）の部屋付き親方となっていた年寄・12代藤島（元大関・貴ノ花）が、1982年2月に豊ノ海など数名の内弟子を連れて分家独立する形で藤島部屋を創設した。
12代は実子である若花田（若乃花）・貴花田（貴乃花）兄弟や、安芸乃島・貴闘力・貴ノ浪などの関取を育て上げて一時代を築いた。
1993年3月に12代の実兄である10代二子山（元横綱・若乃花）が定年退職を迎えるため、1993年2月1日付で12代は年寄名跡を交換して11代二子山を襲名し、同時に力士38人が二子山部屋へ移籍して部屋は閉鎖された。もっとも、合併後はそれまでの藤島部屋の建物を使用したため、実質的には二子山部屋の在籍者全員が藤島部屋へ移籍の上で、部屋名を二子山部屋と改称した形の逆さ合併だった。
その後、二子山部屋は2004年2月に11代二子山の次男である一代年寄・貴乃花（元横綱・貴乃花）が部屋を継承し、部屋の名称が貴乃花部屋へと改称され2018年10月まで存在した。

## 師匠
- 12代：藤島利彰（ふじしま としあき、大関・貴ノ花、青森）

## 力士
※最高位・四股名は藤島部屋が閉鎖された1993年2月1日時点まで

### 幕内
関脇
- 安芸ノ島勝巳（広島）
- 貴闘力忠茂（兵庫）
- 貴花田光司（東京）

小結
- 若花田勝（東京）

前頭
- 貴ノ浪貞博（青森）
- 豊ノ海真二（福岡）